# نوا اسکوشیا پاور
نوا اسکوشیا پاور (انگلیسی: Nova Scotia Power) شرکت برق کانادایی است، که در سال ۱۹۷۲ تأسیس شد.